# Catoessa gruneri
Catoessa gruneri är en kräftdjursart som beskrevs av Bowman och Tareen 1983. Catoessa gruneri ingår i släktet Catoessa och familjen Cymothoidae. Inga underarter finns listade i Catalogue of Life.